# Chivelstone
Chivelstone is een civil parish in het bestuurlijke gebied South Hams, in het Engelse graafschap Devon. In 2001 telde het dorp 286 inwoners.